# 501
Cette page concerne l'année 501  du calendrier julien. Pour l'année 501 av. J.-C., voir 501 av. J.-C. Pour le nombre 501, voir 501 (nombre).
Pour les articles homonymes, voir Levi's 501, Nombres 500 à 599 et 501c.
L'année 501 est une année commune qui commence un lundi.

## Événements
- 25 mars : le pape Symmaque célèbre Pâques selon l'ancien usage Romain, alors que les autres Églises prévoient la cérémonie pour le 22 avril. Il est convoqué à Ravenne sous ce prétexte par Théodoric ; arrivé à Ariminum (Rimini), Symmaque retourne à Rome sans permission et s'enferme à Saint-Pierre[1]. Accusé entre autres de dilapider les biens de l'Église par les partisans de Laurent, il est suspendu par Théodoric le temps de réunir un synode pour le juger (1er septembre 502). À Rome, les deux partis s'affrontent. L'administrateur envoyé à Rome par Théodoric, Pierre d'Altinum, refuse tout contact avec Symmaque et célèbre à nouveau la fête de Pâques le 22 avril, comme si rien n'avait été fait le 25 mars[2].
- Mai : à l'occasion de la fête païenne des Brytae à Constantinople, qui voit s'affronter deux factions byzantines, les Bleus et les Verts de Constantinople s'affrontent[3], plus de trois mille personnes trouvent la mort[4].

- Chine : L'empereur Wei du Nord Xuanwudi (en) fait réquisitionner 50 000 hommes au titre de la corvée pour reconstruire sa capitale Luoyang[5].

## Naissances en 501
- Xiao Tong, écrivain chinois.

## Décès en 501
- Avril : Rustique de Lyon, évêque de Lyon.
- 31 décembre : Xiao Baojuan, empereur de la dynastie Qi du Sud.

Date imprécise : 
- B'utz Aj Sak Chiik : Roi de la cité Maya de Palenque.